# Ranunculus badachschanicus
Ranunculus badachschanicus är en ranunkelväxtart som beskrevs av P.N. Ovchinnikov och T.F.Kochkareva. Ranunculus badachschanicus ingår i släktet ranunkler, och familjen ranunkelväxter. Inga underarter finns listade i Catalogue of Life.